# Jussey
Jussey ist eine Gemeinde im französischen Département Haute-Saône in der Region Bourgogne-Franche-Comté. Es ist Hauptort des Kantons Jussey im Arrondissement Vesoul.

## Geographie
Jussey liegt auf einer Höhe von 223 m über dem Meeresspiegel, etwa 30 Kilometer nordwestlich der Stadt Vesoul (Luftlinie). Das Dorf erstreckt sich im nordwestlichen Teil des Départements, am südlichen Rand der Talniederung der Amance, westlich des Saônetals.
Die Fläche des 33,55 km² großen Gemeindegebiets umfasst einen Abschnitt der gewellten Landschaft westlich des oberen Saônetals. Der zentrale Teil des Gebietes wird von der rund 1,5 Kilometer breiten Talebene der unteren Mance eingenommen, die durchschnittlich auf 218 m liegt. Der Fluss mündet wenig östlich des Ortes in die Saône. Diese fließt durch eine breite Alluvialniederung nach Südosten und markiert die nordöstliche Gemeindegrenze. Nördlich der Mance reicht der Gemeindeboden auf die Anhöhe La Caillouse (248 m).
Nach Süden erstreckt sich das Gemeindeareal auf das Plateau von Les Grands Champs (260 m) und bis in die Talniederung der Ougeotte, eines weiteren rechten Zuflusses der Saône. Dieser bildet abschnittsweise die südliche Grenze. Landwirtschaftliche Nutzung herrscht hier vor. Das Plateau besteht aus einer Wechsellagerung von sandig-mergeligen und kalkigen Sedimenten der Lias (Unterjura). Gegen Westen steigt das Plateau leicht an und weist einige Talmulden auf, die sich zum Tal der Ougeotte hin öffnen. Dem Plateau sind die Kuppen von Le Pouligny (346 m), Moutherot (360 m) und La Bridelle, auf der mit 363 m die höchste Erhebung von Jussey erreicht wird, aufgesetzt. Diese Kuppen sind aus einer widerstandsfähigen Kalkschicht der mittleren Jurazeit aufgebaut.
Zu Jussey gehören neben dem eigentlichen Ort folgende Siedlungen:
- La Gare (220 m), Bahnhofssiedlung am nördlichen Talrand der Mance
- Noroy-lès-Jussey (300 m) am Südhang der Bridelle über dem Tal des Ruisseau de Couaz

Nachbargemeinden von Jussey sind Cemboing, Raincourt und Betaucourt im Norden, Cendrecourt und Montureux-lès-Baulay im Osten, Gevigney-et-Mercey und Bougey im Süden sowie Montigny-lès-Cherlieu und Saint-Marcel im Westen.

## Geschichte
Verschiedene Spuren weisen auf eine Besiedlung des Gebietes in vorgeschichtlicher Zeit hin. Auf der Bridelle befand sich ein befestigter Lagerplatz. Ebenfalls bei Noroy wurden gallorömische Mosaiken gefunden. Ein merowingisches Gräberfeld zeugt von der Besiedlung während dieser Zeit.
Erstmals erwähnt wird Jussey bereits im Jahr 611 unter dem Namen Villa Jussiacus. Das Kloster Luxeuil hatte hier Grundbesitz, den es an das Kloster Cherlieu abtrat. Urkunden aus diesen Zeiten sind im Original nicht erhalten. Bei den erhaltenen Originalurkunden ist unter Historikern umstritten, welchen Orten sie zuzuordnen sind. Die Schenkung Karls des Großen an den Heiligen Willehad von 785 in "Justina" bezieht der Bearbeiter auf Justine (Ardennes), während der Bearbeiter der Urkunde des Meerssener Teilungsvertrags von 870 das dortige "Justina" auf Jussey (Haute-Saone) bezieht. Seit dem 12. Jahrhundert gehörte Jussey zur Freigrafschaft Burgund und darin zum Gebiet des Bailliage d’Amont. Die Grafen von Burgund wurden Besitzer des Schlosses. Im 13. Jahrhundert gründeten Benediktiner hier ein Priorat. Schon früh erhielten die Bewohner des mittelalterlichen Fleckens gewisse Freiheitsrechte zugesprochen. 1595 wurde das Priorat zerstört. Der Ort wurde 1636 von Truppen unter Marschall Turenne geplündert. Zusammen mit der Franche-Comté gelangte Jussey mit dem Frieden von Nimwegen 1678 definitiv an Frankreich.
Mit der Eröffnung der Bahnlinie von Vesoul nach Langres wurde der Ort 1858 an das französische Eisenbahnnetz angeschlossen. Zu einer Gebietsveränderung kam es im Jahr 1972, als das vorher selbständige Noroy-lès-Jussey (1968: 106 Einwohner) nach Jussey eingemeindet wurde. Heute ist Jussey Verwaltungssitz des 17 Ortschaften umfassenden Gemeindeverbandes Communauté de communes du Pays Jusséen.

## Sehenswürdigkeiten
Die Kirche Saint-Pierre wurde von 1750 bis 1760 neu erbaut. Sie besitzt eine wertvolle Ausstattung aus dem 17. und 18. Jahrhundert, darunter den Hauptaltar und Täfelungen im Chorraum von Jean Gerdolle, verschiedene Statuen sowie die Orgel. Der alte Ortskern ist geprägt durch zahlreiche Bürgerhäuser aus dem 16. bis 18. Jahrhundert im spanischen Stil. Besonders erwähnenswert sind das Maison Cordienne und das Hôtel de Ville (Rathaus). Auf der Place de la Libération steht die Fontaine de la Marianne mit angeschlossenem Lavoir, das einst als Waschhaus und Viehtränke diente. Reste eines Konvents aus dem 17. Jahrhundert sind erhalten. Auf der Anhöhe südlich des Ortes befinden sich eine Statue der Vierge de Pitié (17. Jahrhundert) und eine rund 300 Jahre alte Linde. Von Jussey führt eine 1,2 km lange Platanenallee über die Talebene der Mance bis zum Bahnhof.
Die Kirche von Noroy-lès-Jussey stammt aus dem 19. Jahrhundert und besitzt eine Kanzel im Louis-XV-Stil und mehrere Statuen aus dem 18. Jahrhundert. Auf freiem Feld südöstlich von Noroy steht die Kapelle Saint-Martin du Moutherot, die auf den Fundamenten eines gallorömischen Landgutes erbaut wurde. Ausgrabungsfunde sind im Rathaus von Jussey ausgestellt.

## Bevölkerung
| Jahr                       | 1962 | 1968 | 1975 | 1982 | 1990 | 1999 | 2009 |
| Einwohner                  | 2372 | 2315 | 2282 | 2114 | 1871 | 1836 | 1781 |
| Quellen: Cassini und INSEE |      |      |      |      |      |      |      |

Mit 1550 Einwohnern (1. Januar 2022) gehört Jussey zu den mittelgroßen Gemeinden des Département Haute-Saône. Nachdem die Einwohnerzahl in der ersten Hälfte des 20. Jahrhunderts deutlich abgenommen hatte (1886 wurden noch 3335 Personen gezählt), wurden seit Beginn der 1990er Jahre nur noch relativ geringe Schwankungen verzeichnet.

## Wirtschaft und Infrastruktur
Jussey war schon früh ein Flecken, der durch Handel und Gewerbe sowie die Verarbeitung der landwirtschaftlichen Produkte des Umlandes geprägt war. Heute ist Jussey ein Kleinzentrum, das zentralörtliche Funktionen für die nähere Region übernimmt. Es gibt verschiedene Betriebe des Klein- und Mittelgewerbes, vor allem in den Branchen Holzverarbeitung (unter anderem Herstellung von Särgen), Landmaschinenbau, Feinmechanik und Baugewerbe. Daneben sind im Ort verschiedene Dienstleistungsunternehmen und Einzelhandelsgeschäfte für den täglichen Bedarf sowie zwei Supermärkte ansässig. Jussey ist Standort eines Collège und eines medizinisch-psychologischen Zentrums.
Der Ort liegt abseits der größeren Durchgangsachsen an einer Departementsstraße, die von Port-sur-Saône nach Bourbonne-les-Bains führt. Weitere Straßenverbindungen bestehen mit Corre, Vitrey-sur-Mance, Cendrecourt, Bougey und Montigny-lès-Cherlieu. Jussey besitzt einen Bahnhof an der Eisenbahnlinie von Vesoul nach Langres.

## Persönlichkeiten
- René-François Dumas (1753–1794), Anwalt und Politiker